# Труд-Разсвєт
Труд-Разсвєт (рос. Труд-Рассвет) — хутір у Новоаннінському районі Волгоградської області Російської Федерації.
Населення становить 101  особу. Входить до складу муніципального утворення Панфиловське сільське поселення.

## Історія
Хутір розташований у межах українського історичного та культурного регіону Жовтий Клин.
Згідно із законом від 21 грудня 2004 року № 970-ОД органом місцевого самоврядування є Панфиловське сільське поселення.

## Населення
| 2010 | 2015 |
| ---- | ---- |
| 110  | ↘101 |